# Domus della Fortuna Annonaria
La domus della Fortuna Annonaria (V, II, 8) è una domus risalente al II secolo d.C., che si trova all'angolo tra via Semita dei Cippi e via della Fortuna Annonaria nella regione V della città romana di Ostia.

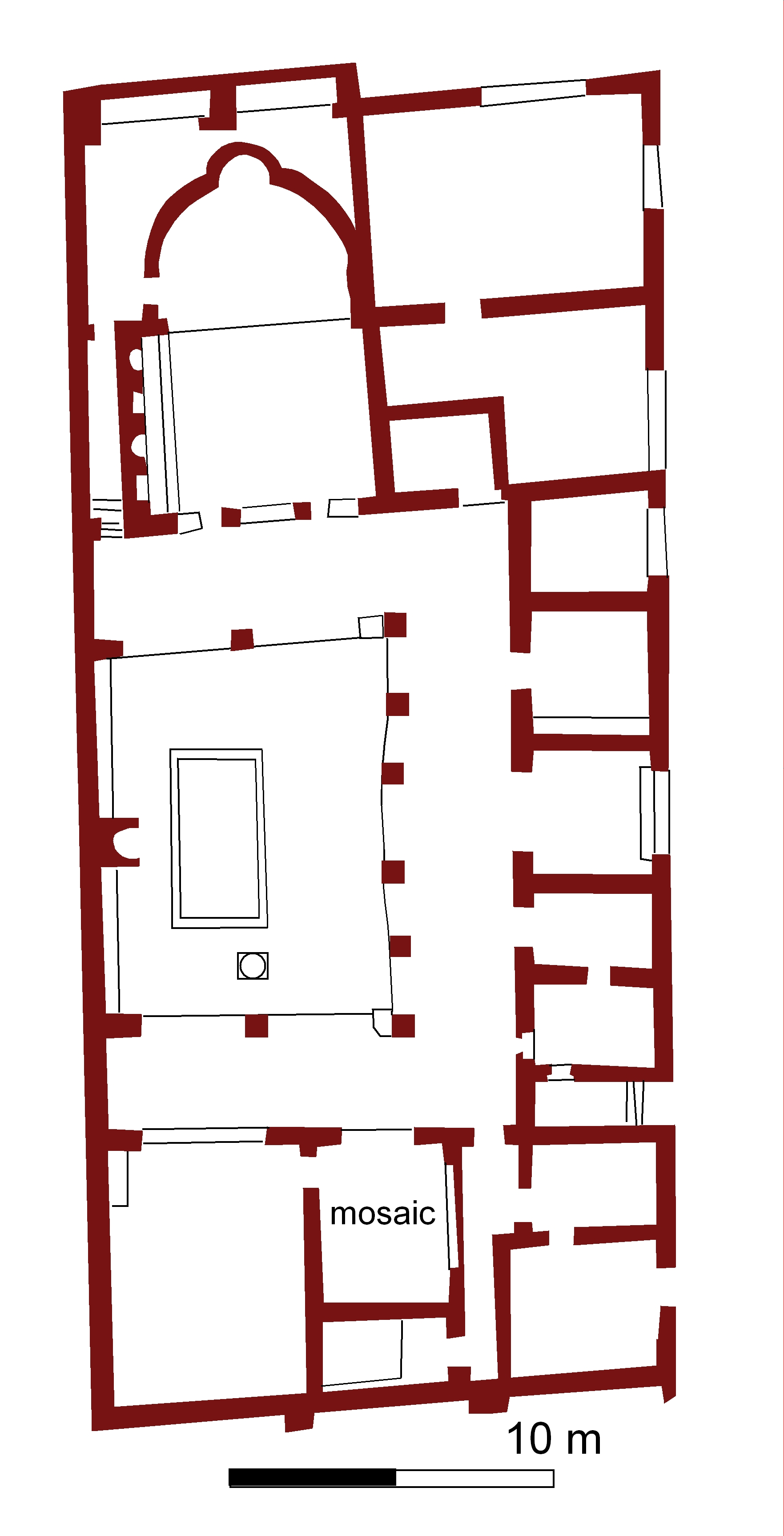
Schema planimetrico del piano terra della domus, orientata da est (in basso) a ovest (in alto)

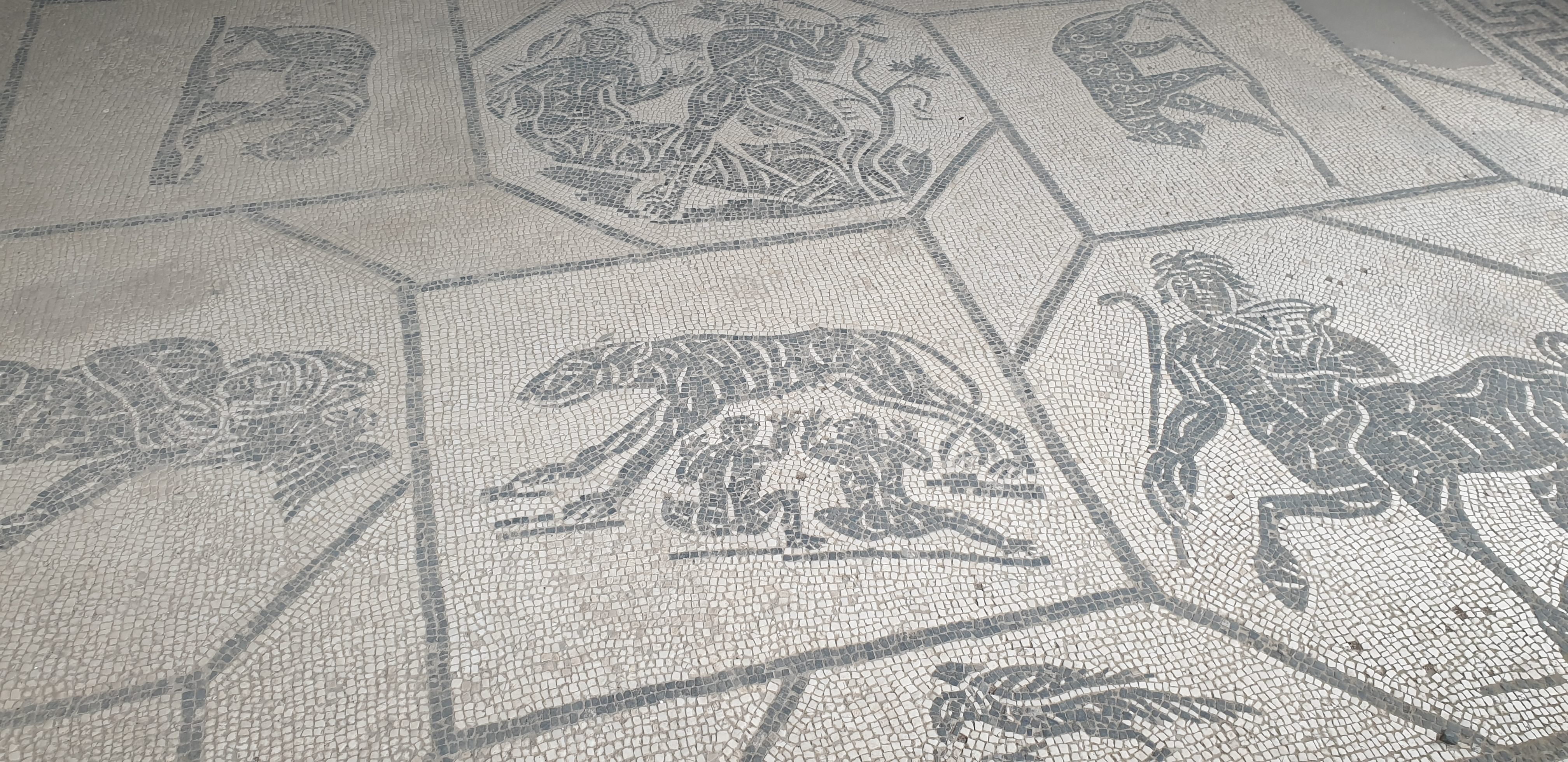
Mosaico pavimentale con la scena della Lupa che allatta i gemelli

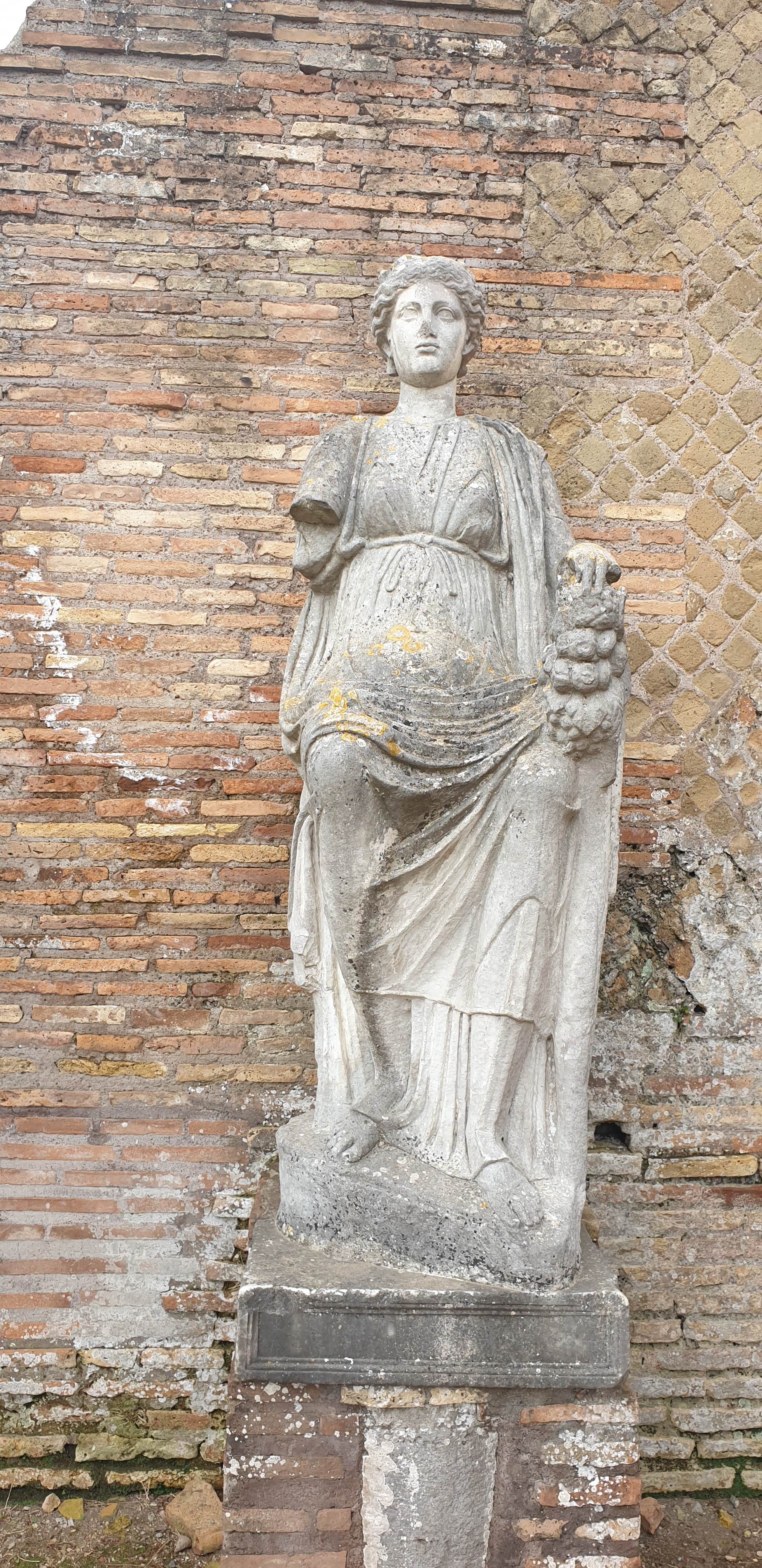
Statua della Fortuna Annonaria con una cornucopia nella mano sinistra

## Descrizione
La domus prende il nome da una statua femminile, identificata come Fortuna Annonaria, protettrice degli approvvigionamenti alimentari,  che si trovava nell'ampia corte interna dell'edificio.  Per la qualità del materiale costruttivo, e per la ricchezza delle sue decorazioni, si ritiene che fosse appartenuta ad una persona, o ad una famiglia, socialmente rilevante, almeno nell'ambito ostiense.
L'aspetto della Domus aristocratica è quello che risulta dagli ultimi lavori edilizi, che hanno trasformato una file di taberne in una domus, che generalmente si fanno riferire al IV secolo a.C., anche se c'è chi ipotizza arrivino al V secolo a.C.. Estesa per circa 750 mq, a due piani e di forma rettangolare, con il lato lungo orientato da est ad ovest, aveva l'ingresso sul lato nord, dato da un protiro, da cui si accedeva ad un piccolo atrio, più in basso rispetto al piano stradale, e da questo alla corte interna, spazio principale della domus romane. 
La corte per tre lati era circondata da un portico, il peristilio, sostenuto da colonne in travertino, mentre il quarto lato era delimitato dalle mura meridionali della domus, dove trovava posto un ninfeo, formato da due lati retti e due curvi, posti simmetricamente tra loro. Il colonnato settentrionale del peristilio non era dritto, bensì curvato verso la corte interna, con le due colonne centrali tra loro maggiormente distanziate che tutte le altre, a formare un asse visivo tra l'atrio e la nicchia sul muro meridionale, dove doveva trovarsi una statua.Nel cortile, davanti alla nicchia della statua, si trovava anche una vasca rettangolare e un pozzo, con la parte terminale di marmo, decorata con ghirlande e bucrani (teschi di bue).
La sala principale si apriva scenograficamente sul lato occidentale del cortile, tramite un'ampia apertura sostenuta da pilastrini di marmo, al posto delle usuali colonne, probabilmente per dare più luce alla sala, decorata con marmi.  La parete più occidentale della sala era di forma absidata, e davanti all'abside potrebbe aver trovato posto uno stibadium, un triclinio semicircolare utilizzato per pranzare. Al centro dell'abside c'è una nicchia che probabilmente conteneva una statua.
Sul lato orientale in una stanza della domus, che era riscaldata e mosaicata,, e per questo attribuita al padrone di casa, si conserva un ampio mosaico a tessere bianche del III secolo d.C., con rappresentate scene mitologiche, tra le quali il mito della Lupa che allatta i gemelli. La lupa è raffigurata con il muso rivolto in avanti, raffigurazione propria dell'epoca imperiale, che sostituisce l'iconografia repubblicana, dove il muso dell'animale è rivolto verso i gemelli.
Le quattro piccole stanze sul lato nord della domus, poste simmetricamente ai lati dell'ingresso, erano intonacate e affrescate ad imitare pareti marmoree; probabilmente si trattava di cubiculla.
Durante gli scavi nella domus, il primo dei quali risale al 1938, sono stati ritrovati una ventina di sculture, tra le quali quella di Diana con un cane realizzata con frammenti di diverse sculture, una di Silvano delle selve e delle campagne, e una di Afrodite accovacciata.

### Annotazioni
1. ↑  Si è anche ipotizzato che si trattasse della personificazione di Ostia[1] o di Cibele.[2]

### Riferimenti
1. 1 2 3 4   Domus della Fortuna Annonaria, su ostiaantica.beniculturali.it. URL consultato il 1º dicembre 2024.
2. 1 2  (EN) The House of the Fortuna Annonaria, A Study of Statuary Iconography, su ostia-antica.org. URL consultato il 1º dicembre 2024.
3. 1 2  Becatti, Kosmos, p. 23.
4. 1 2 3 4  (EN) Regio V - Insula II - Domus della Fortuna Annonaria (V,II,8), su ostia-antica.org. URL consultato il 1º dicembre 2024.
5. 1 2 3  Romeo, p. 53.
6. ↑  "Becatti, Case ostiensi", p. 197.
7. ↑   Ostia antica. Il parco archeologico celebra il 2776° Natale di Roma col mosaico della Lupa che allatta i gemelli Romolo e Remo, su archeologiavocidalpassato.com. URL consultato il 1º dicembre 2024.